# Єланка (Усть-Тарцький район)
Єланка (рос. Еланка) — село у Усть-Тарцькому районі Новосибірської області Російської Федерації.
Входить до складу муніципального утворення Єланська сільрада. Населення становить 676 осіб (2010).

## Історія
Згідно із законом від 2 червня 2004 року органом місцевого самоврядування є Єланська сільрада.

## Населення
| 2002 | 2007 | 2010 |
| ---- | ---- | ---- |
| 923  | ↘757 | ↘676 |